# Tríptico (publicidad)
En publicidad y artes gráficas, un tríptico es un folleto informativo doblado en tres partes, por lo regular es una hoja de papel tamaño 297 x 210mm también conocido como A4, contiene la información del evento e institución que lo organiza, fechas, en la cara interna de la hoja vienen los invitados especiales, el contenido de conferencias, horarios, ponentes, recesos, datos de la inauguración y clausura, en la parte posterior se dejan los datos para inscripción e informes. Puede incluir textos e imágenes de apoyo, organizando la información de manera clara sobre un tema. Debido a su tamaño y diseño, permite tener un mayor impacto entre la población a la que va a destinada.

## Consideraciones generales
La disposición de la información suele ser la siguiente:
- En la portada se coloca el eslogan o frase de la campaña así como el logotipo que identifica a la empresa.
- En el desarrollo se despliega el argumento de ventas exponiendo ventajas competitivas del producto o servicio, generalmente, apoyadas por fotografías o gráficos. El juego de tres láminas que se van desplegando permite ir exponiendo los argumentos en un orden determinado, de modo que vaya creciendo el interés del cliente.